# فهرست شبکه‌های تلویزیونی بزرگسالان

## فهرست
- برازرز تی‌وی - کانادا
- سکسی هات - برزیل
- دورسل - فرانسه/هلند
- شبکه هاستلر - هلند
- پلی‌من - کانادا
- اسمایل - بریتانیا
- ویوید تی‌وی - اروپا
- پنت‌هاوس - ایالات متحده
- تلویزیون پلی‌بوی - ایالات متحده
- اسکی‌نما مکس - کانادا
- پینک - ایالات متحده[۱]
- رد هات تی‌وی - کانادا[۲]